# 本庄繁長
本庄繁長（1540年1月12日（天文8年12月4日）—1614年1月29日（慶長18年12月20日）），是日本戰國時代、安土桃山時代、江戶時代初期的武將。是為上杉氏家臣，上杉二十五將之一、景勝時期家中頭號猛將，被景勝讚為武人八幡。

## 生涯

### 為父報仇
繁長的父親是本庄房長。1542年，越後守護上杉定實欲收伊達晴宗之子伊達實元作為養子，房長與同族的色部氏極力反對，因此與支持派的中條藤資對立。受到伊達家支援的中條藤資便對本庄房長進行攻擊，房長聽從弟弟小川長資與同族的鮎川清長之建議逃往出羽國庄內地方的盟友大寶寺氏（武藤氏）處。但這卻是小川長資的陷阱，他趁機奪走了房長的居城，房長聽到此消息後悲憤交加，不久病死。之後本庄氏的家臣團就推擁尚年幼的繁長繼承家督，但此時實權卻落入小川長資手中。年紀還不大的繁長被周遭的人譽為「幼少時期個性就剛強勇猛」。1551年，在房長的第13回忌時繁長強迫小川長資切腹，重新奪回本庄家的實權。

### 一時獨立
繁長後來跟隨上杉謙信參加川中島之戰、關東出兵等等戰役。但本庄氏自立性比較強，加上謙信對於家臣恩賞的問題，因此於1568年受到武田信玄的挑撥從上杉家中與大寶寺氏聯合對抗上杉謙信，並與武田信玄、越中一向宗聯手，趁著上杉謙信攻入越中時叛變，被稱為本庄繁長之亂。
本庄繁長叛變之初，曾試圖聯合鮎川盛長、色部勝長、中條景資等人一同反抗上杉謙信，但遭到他們的拒絕，其中中條景資還將信件送去給上杉謙信，讓上杉謙信適時從越中回軍越後。而武田信玄也在七月時親自發兵進攻北信濃的飯山城，請來蘆名盛氏出兵北越後。但是蘆名盛氏作戰失利，而武田信玄在包圍飯山城一個多月不果後，也撤兵回甲斐。
因此上杉謙信在當年十月先進攻大寶寺義增使其降伏，繁長因此被孤立，在十一月時正式包圍本庄繁長的本庄城。長期籠城作戰中，本庄繁長讓上杉軍受到不小的打擊，尤其是1569年一月時的夜襲討取了色部勝長。但是在孤立無援下，本庄繁長還是接受蘆名盛氏的仲介，重新歸降謙信，在二月時送出長子本庄顯長作為人質。繁長此時在上杉家中的地位一落千丈，直到謙信死去。

### 御館之亂
1578年，謙信死後發生御館之亂，繁長本人加入上杉景勝方與上杉景虎方的鮎川氏交戰，另一方面繁長的長子顯長與大寶寺義氏加入景虎方，御館之亂景勝勝利後便廢除顯長的家督繼承權。後來討伐新發田重家也立下許多功勞。

### 庄內攻防
1583年，最上義光欲進攻庄內地方因此想謀殺大寶寺義氏，繁長為了阻止義光便去支援大寶寺氏，大寶寺義氏為了強化本庄氏與大寶寺氏之間的關係便令其弟大寶寺義興收繁長的次子本庄充長作為養子，並改名為大寶寺義勝。此項舉動激怒了反大寶寺親最上派的國人們，這時的繁長還在對付新發田重家，最上義光趁隙進攻。1587年，大寶寺義興的居城陷落並自殺，義勝則是逃回實父繁長的身邊。1588年，這次換繁長趁義光在對付伊達政宗的時候進攻庄內，發動十五里原之戰大破最上軍，後追擊最上軍遭到奇襲才撤退。但已經成功幫義勝奪回庄內地方，並於1589年參見豐臣秀吉，秀吉則承認大寶寺氏正式成為上杉景勝的與力大名。

### 短期流放
1590年，秀吉命景勝進行檢地工作，繁長與同僚色部長真起爭執，之後奧羽地區發生反豐臣一揆。一揆平定後，由於繁長、義勝父子有煽動藤島一揆的嫌疑被流放到大和國，之後參加文祿之役才獲得赦免，並領1萬石高回歸上杉家。1598年，景勝轉封到東北的會津，繁長則擔任田村郡的守山城主。

### 松川之戰
1600年爆發關原之戰，景勝命繁長改任信夫郡的福島城主，並與梁川城主須田長義一同防範伊達家的侵攻。關原之戰東軍勝利，此時在攻擊最上義光的直江兼續不得不撤退（長谷堂城之戰）。10月6日，伊達家的片倉景綱、茂庭綱元、屋代景賴等人便開始攻擊福島城，義勝出城迎擊但遭伊達軍擊退。後來進行守城戰，成功擊殺了片倉景綱的數名家臣，伊達政宗停止攻擊並退往國見山的陣地，這時須田長義部將車斯忠則從信夫山的後方出陣，橫渡大隅川攻擊伊達軍後方的運輸隊，繁長也趁機進攻伊達軍，成功擊敗伊達，此乃松川之戰。但關於這場戰役有許多說法，此乃其中一種，但繁長成功守住福島城並使伊達軍撤退是千真萬確的。

### 戰後外交
戰後上杉家為了對付德川家康，家中分為抗戰派與講和派，直江兼續堅持抗戰到底，繁長則是支持講和，最後景勝同意講和，繁長與千坂景親為了上杉家的存續到處奔波，景勝與兼續也上京向家康請罪，才從原本可能領地全部沒收的情況轉成會津120萬石減封為米澤30萬石。由於上杉家不因此事裁員，為了支付全員的薪資，多數家臣全部減薪，繁長也僅剩3300石與上杉家共渡難關。也因此事繁長繼續擔任福島城主，日後本庄氏在米澤藩也一直是家中的首席重臣。

### 猛將辭世
1614年（慶長18年12月20日）繁長辭世，享年74歲，法名「憲德院殿傑伝長勝大居士」，墓所在福島縣福島市的長樂寺。至今為止長樂寺還有擺飾繁長的木像，並於每年9月舉辦供養祭。次任家督則是義勝改回本名本庄充長繼承家督。

## 評價
本庄繁長可說是全能之將，從他的善戰、智取敵人、政務外交都看得出來他的能力，只可惜初期的反覆無常與煽動藤島一揆之嫌疑降低他一些評價，但不可否認他一生的事蹟評價綜合來說是較高的，才有辦法讓後代在米澤藩中處於頂端。

## 關連
- 米澤藩
- 上杉景勝
- 傑山雲勝
- 本庄繁長之亂
- 十五里原之戰
- 松川之戰

| 前任： 本長 | 越後本庄氏當主 | 繼任： 本庄充長 |